# Lo Castellot
|  | Per a altres significats, vegeu «Castellot». |

Lo Castellot és una muntanya de 478 metres al municipi d'Artesa de Segre, a la comarca catalana de la Noguera.